# Garotos da Rua
Garotos da Rua é uma banda brasileira de rock'n'roll, formada por músicos da cidade do Rio Grande, Rio Grande do Sul.
A banda alcançou sucesso nacional nos anos 80 com a canção "Tô de Saco Cheio", que tornou-se um clássico do Rock Gaúcho.
Atualmente, a banda segue na ativa com seu baterista original Edinho Galhardi, Zebu Knight Rider, Paulo Franzmann e Juliano Backer, os quais trabalhavam com Bebeco Garcia e Edinho desde o final dos anos 90.

## História

### Formação clássica
A Garotos da Rua, nome inspirado numa música de Carlos Caramez e Sérgio Mello, foi criada em julho de 1983, em Porto Alegre, por Bebeco Garcia, o baterista Edinho Galhardi, o saxofonista King Jim e o baixista Mitch Marini. Iniciaram tocando como banda da casa no bar Rocket 88, reduto do rock'n'roll na cidade.
Seis meses mais tarde, com a entrada do Geraldo Freitas (baixo) e do Justin Vasconcelos (guitarra), o grupo faz sua primeira demo, Sabe o Que Acontece Comigo?, e inicia uma série de shows em Porto Alegre e em mais de 50 cidades do Rio Grande do Sul.
Em 1985, é lançado o primeiro compacto da banda: Programa, pela gravadora ACIT. No mesmo ano, participam do LP Rock Garagem e apresentam-se no festival MPG, que reúne 40.000 pessoas no Parque Marinha do Brasil, em Porto Alegre.
Ainda em 1985, são contratados pela gravadora RCA e tornam-se nacionalmente conhecidos através do hit "Tô de Saco Cheio", cujo sucesso os convence a se transferirem para o Rio de Janeiro.
Empolgados, lançam seu primeiro álbum pela RCA, Garotos da Rua, que também inclui as músicas "Você é Tudo que Eu Quero", "Sabe o Que Acontece Comigo?", "Babilina", "Não é Você" (com a guitarra de Celso Blues Boy) e "Gurizada Medonha".
No ano seguinte, gravam o disco Dr. em Rock 'n' Roll, e a música "Eu Já Sei" vira hit em todo o país, ao figurar na trilha da novela Mandala, da Rede Globo.
Em 1988, com um repertório mesclando o blues e o rhythm and blues com o rock, os Garotos gravam o LP Não Basta Dizer Não, consolidando-se ainda mais no mercado brasileiro. Os destaques do disco são "Meu Coração Não Suporta Mais", "Harley Davidson Blues" e "Só Pra Te Dar Prazer".
Apesar da saída da maioria dos integrantes da banda, restando apenas Bebeco Garcia, em 1992 lançam o álbum Blues Climax 900º e a banda encerra suas atividades no ano de 1994, quando Bebeco resolve dedicar-se à sua carreira solo.
Em 1996, Justin Vasconcelos, que estava morando em Los Angeles, retorna ao Brasil. Juntamente com Ricardo Cordeiro, o "King Jim", que assume definitivamente os vocais, Edinho Galhardi (bateria) e Cristiano Crochemore (guitarra), os Garotos resolvem reorganizar-se e seguir em frente.
A banda passa por algumas formações, que incluíram Gabriel Guedes (guitarra), Alexandre Loureiro (bateria), que permanece até 1999, cedendo o posto para Diego Silveira, e também o baixista Marcelo Granja.
Em 1999, pela gravadora BMG, a coletânea de sucessos Hot 20 que vende, apenas no sul do país, mais de 35.000 cópias. No ano seguinte, entram Edu Meirelles (baixo) e Cláudio Mattos (bateria) completando definitivamente a equipe.
Em 19 de maio de 2010, o cantor e ex-guitarrista da banda Bebeco Garcia morre em Porto Alegre.
Em 2004, os Garotos da Rua lançaram o CD Caminho da Estrada, fiel ao estilo que consagrou o grupo, mas com espírito de renovação. O álbum é composto de 11 faixas inéditas, mais a versão de "Canos Silenciosos", do Lobão. Destacam-se "Não Posso Mais" (já em execução nas principais rádios do sul do país), "Boneco de Mola", "A Portas Fechadas" e "Não Dá Mais Pra Ficar" (com participação de Rafael Malenotti, do Acústicos & Valvulados).
No ano de 2015, os integrantes Justin Vasconcelos e King Jim anunciam que deixam de utilizar-se do já consagrado nome Garotos da Rua por questões de marca, alegando que não renovaram o registro da mesma e que, portando, não possuem mais os direitos de uso.

### Garotos da Rua nova formação
Em 2016, o baterista fundador dos Garotos da Rua, Edinho Galhardi, reúne seus músicos de confiança, Zebu Knight Rider, Paulo Franzmann e Clayton Chiesa, os quais já vinham trabalhando com Bebeco Garcia e remonta os Garotos da Rua, e decide tocar todos os sucessos da carreira musical, bem como as canções de Bebeco Garcia. A tour durou de 2016 a final de 2018, também foi lançado um trabalho inédito, intitulado Volt, que trouxe canções inéditas escritas por Bebeco Garcia, Carlos Caramez e Edinho Galhardi, e também releitura do material gravado nos anos 80.
Em 2019, Edinho convida Leonardo Rechia (que já havia tocado com Bebeco), Klismann Timm e Franco Oliveira (guitarrista) e cria o projeto denominado Garotos da Rua por Edinho Galhardi.
Em dezembro de 2020, lançam dois EPs, cada um com duas faixas – uma inédita e uma clássica.
Em janeiro de 2021, lançam um álbum ao vivo, gravado em 2019 no CIDEC Sul, em Rio Grande.
Em dezembro de 2024, Os Garotos Da Rua lançam o single e video clipe da canção "Vai ser feliz"

### Outros integrantes
Em 2019, King Jim e Justin Vasconcelos saem em turnê conjunta, relembram os grandes sucessos da banda.
Em 2023, King e Justin se unem a Joao Pedro Bonfá, filho do baterista da Legião Urbana Marcelo Bonfá, num projeto denominado "Legião Encontra Garotos", com sucessos dos Garotos da Rua e da Legião Urbana.

## Discografia

### Álbuns de estúdio
- Sabe o Que Acontece Comigo? (1983)
- Programa (1985)
- Garotos da Rua (1986)
- Dr. em Rock 'n' Roll (1987)
- Não Basta Dizer Não (1988)
- Caminho da Estrada (2004)

### Álbuns ao vivo
- Garotos da Rua ao Vivo - Blues Climax 900º (1992)

### Coletâneas
- Rock Garagem (Vários artistas) (1985)
- Rock Grande do Sul (Vários artistas) (1986)
- Hot 20 (1999)

## Formação

### Primeira Formação
- Bebeco Garcia – vocal e guitarra
- King Jim (Ricardo Cordeiro) – vocal e saxofone
- Mitch Marini – baixo
- Edinho Galhardi – bateria

### Ex-integrantes
- Evandro Demari – guitarra
- Cristiano Crochemore – guitarra
- Justin Vasconcelos – guitarra e vocal de apoio
- Gabriel Guedes – guitarra
- Pedro Marini – baixo
- Geraldo Freitas – baixo
- Marcelo Granja – baixo
- Sérgio Mello – baixo
- Edu Meireles – baixo
- Cláudio Mattos – bateria
- Alexandre Loureiro – bateria
- Diego Silveira – bateria
- Clayton Chiesa – Teclado